# Under the Rainbow
Pour plus de détails, voir Fiche technique et Distribution.
Under the Rainbow est un film américain réalisé par Steve Rash, sorti en 1981.

## Fiche technique
- Titre : Under the Rainbow
- Réalisation : Steve Rash
- Scénario : Pat McCormick, Harry Hurwitz, Martin Smith, Pat Bradley et Fred Bauer
- Photographie : Frank Stanley
- Musique : Joe Renzetti
- Pays d'origine : États-Unis
- Format : couleur - 1,78:1 - mono
- Genre : comédie
- Date de sortie : 1981

## Distribution
- Chevy Chase : Bruce Thorpe
- Carrie Fisher : Annie Clark
- Eve Arden : la duchesse
- Joseph Maher : le duc
- Robert Donner : l'assassin
- Billy Barty : Otto Kriegling
- Mako : Nakomuri
- Cork Hubbert : Rollo Sweet
- Pat McCormick : Tiny
- Adam Arkin : Henry Hudson
- Richard Stahl : Lester Hudson
- Freeman King : Otis
- Jack Kruschen : Louie
- Louisa Moritz : opératrice de téléphone
- Zelda Rubinstein : Iris
- Ruth Brown : cleaning woman
- Twink Caplan : cigarette girl
- Tony Cox : Hotel Rainbow guest
- Phil Fondacaro : Hotel Rainbow guest
- Jerry Maren : Hotel Rainbow guest
- Debbie Lee Carrington : Hotel Rainbow guest
- Felix Silla : Hotel Rainbow guest